# Székelyszabar
Székelyszabar é um município da Hungria, situado no condado de Baranya. Tem 15,48 km² de área e sua população em 2019 foi estimada em 517 habitantes.